# Volovotkovke
Volovotkovke (volovotke, volovodke; lat. Orobanchaceae), biljna porodica iz reda medićolike (Lamiales), koja je svoje im e dobila po rodu volovod (Orobanche). Zastupljena je od 8 tribusa (2 neopisana) sa oko 100 rodova i preko 2200 vrsta. Rod volovod kao i ostali rodovi ove porodice žive kao hemiparaziti i holoparaziti na koriijenju drugih biljaka, ipak jedna vrsta ove porodice je kritčno ugrožena, to je Agalinis kingsii s Kajmanskog otočja. Jedini neparazitski rod je Rehmannia, koji se ponedkad svrstava i u porodicu Trpučevki (Plantaginaceae)
Od invazivnih vrsta postoji samo jedna, to je Striga asiatica kojoj su domovin a Azija i subsaharska Afrika odakle je prenesena u Australiju i Sjedinjene Države.

## Opis
Orobanchaceae su porodica cvjetnica (red Lamiales), koja se sastoji od oko 100 rodova i oko 2300 vrsta parazitskih biljaka. Najveća je porodica parazitskih biljaka, njeni članovi nalaze se gotovo diljem svijeta, a posebno su česti u Africi, na Madagaskaru i toplim područjima sjevernog umjerenog pojasa. Neki su ozbiljni poljoprivredni štetnici. Osim nekoliko neparazitskih svojti, porodica pokazuje sve vrste biljnog parazitizma: fakultativni parazit, obligatni parazit, hemiparaziti i holoparaziti. 

### Korijenje i stabljike
Parazitske biljke su vezane za svog domaćina pomoću haustorija, koje prenose hranjive tvari od domaćina do parazita. Samo hemiparazitske vrste posjeduju dodatni opsežni korijenski sustav koji se naziva bočnim ili bočnim haustorijima. Kod većine holoparazitskih vrsta postoji natečena masa kratkih, glomaznih korijena ili jedan veliki natečeni haustorij, koji može biti jednostavan ili kompozitan, obično se naziva terminalni ili primarni haustorij.
Biljke su svedene na kratke vegetativne stabljike, njihovi alternativni listovi su svedeni na mesnate ljuske nalik zubima i imaju višestanične dlake prošarane žljezdanim dlakama. 
Hemiparazitske vrste (prenesene iz Scrophulariaceae) sa zelenim lišćem sposobne su za fotosintezu i mogu biti fakultativni ili obligatni paraziti.

### Cvjetovi
Hermafroditni cvjetovi obostrano su simetrični i rastu ili u grozdovima ili klasovima ili pojedinačno na vrhu vitke stabljike. Cjevastu čašku oblikuje 2–5 spojenih čašičnih listića. Vjenčić se sastoji od pet spojenih dvostrukih latica koje mogu biti žućkaste, smećkaste, ljubičaste ili bijele. Gornja usna je dvorežnjasta, donja je trorežnjačna. Dva su duga i dva kratka prašnika na tankim nitima, umetnutima ispod sredine, ili na dnu cjevčice vjenčića, naizmjence s režnjevima cjevčice. Peti prašnik je ili sterilan ili potpuno nedostaje. Prašnici se odvajaju uzdužnim prorezima. Tučak je jednoćelijski. Jajnik je gornji. Cvjetove oprašuju kukci ili ptice (npr. kolibrići, kod Castilleje).

### Plodovi
Plod je dehiscentna, nemesnata, 1-lokularna kapsula s mnogo vrlo sitnih endospermičkih sjemenki. Plodovi Orobanchaceae su mali i obilni i mogu proizvesti između 10 000 – 1 000 000 sjemenki po biljci. Vjetar ih raznosi na velike udaljenosti, što povećava njihove šanse da pronađu novog domaćina.

## Taksonomija

### Evolucija
Razvoj haustorija bio je značajan evolucijski događaj koji je omogućio napredak parazitskih biljaka. Holoparazitska klada, Orobanche, ocrtava prvi prijelaz iz hemiparazitizma u holoparazitizam unutar Orobanchaceae.
Unatoč sličnim morfološkim osobinama koje se nalaze i kod Scrophulariaceae i kod Orobanchaceae, potonje se sada morfološki i molekularno smatraju monofiletskim, iako su se mnogi od njegovih rodova nekoć smatrali dijelom obitelji Scrophulariaceae.
Lindenbergia, nekada tretirana kao član Scrophulariaceae, jedan je od jedinih autotrofnih rodova unutar Orobanchaceae. Vjeruje se da je sestrinska skupina hemiparazitskih rodova unutar svoje porodice. 

### Genomika
Predloženo je da parazitizam i njegovi različiti načini imaju utjecaj na evoluciju genoma, s povećanim stopama supstitucije DNA u parazitskim organizmima u usporedbi s neparazitskim svojtama. Na primjer, svojte holoparazita Orobanchaceae pokazuju brže molekularne evolucijske stope od obiteljskih hemiparazita u tri plastidna gena.
U studiji koja uspoređuje stope molekularne evolucije parazitskih naspram neparazitskih taksona za 12 parova porodica angiospermi — uključujući Apodanthaceae, Cytinaceae, Rafflesiaceae, Cynomoriaceae, Krameriaceae, Mitrastemonaceae, Boraginaceae, Orobanchaceae, Convolvulaceae, Lauraceae, Hydnoraceae i Santalaceae/Olacaceae — , parazitske taksone evoluiraju u prosjeku brže od svojih bliskih srodnika za sekvence mitohondrijskih, plastidnih i nuklearnih genoma.[17] Dok Orobanchaceae odgovaraju ovom trendu za plastidnu DNA, čini se da se razvijaju sporije od svojih neparazitskih parnjaka u usporedbama koje uključuju nuklearnu i mitohondrijsku DNA. 

## Tribusi i rodovi
1. Familia Orobanchaceae Vent. (2203 spp.)
  1. Tribus Rehmannieae Rouy
    1. Triaenophora (Hook.f.) Soler (4 spp.)
    2. Rehmannia Libosch. ex Fisch. & C.A.Mey. (7 spp.)

  2. Tribus Lindenbergieae T.Yamaz.
    1. Lindenbergia Lehm. (15 spp.)

  3. Tribus Orobancheae Lam. & DC.
    1. Eremitilla Yatsk. & J.L.Contr. (1 sp.)
    2. Boschniakia C.A.Mey. (2 spp.)
    3. Kopsiopsis (Beck) Beck (2 spp.)
    4. Epifagus Nutt. (1 sp.)
    5. Conopholis Wallr. (3 spp.)
    6. Cistanche Hoffmanns. & Link (25 spp.)
    7. Gleadovia Gamble & Prain (5 spp.)
    8. Mannagettaea Harry Sm. (2 spp.)
    9. Phelipanche Pomel (62 spp.)
    10. Aphyllon Mitch. (26 spp.)
    11. Diphelypaea Nicholson (3 spp.)
    12. Boulardia F.W.Schultz (1 sp.)
    13. Phacellanthus Siebold & Zucc. (1 sp.)
    14. Orobanche L. (122 spp.)

  4. Tribus Cymbarieae D.Don
    1. Siphonostegia Benth. (3 spp.)
    2. Schwalbea L. (1 sp.)
    3. Monochasma Maxim. ex Franch. & Sav. (3 spp.)
    4. Cymbaria L. (3 spp.)
    5. Bungea C.A.Mey. (2 spp.)

  5. Tribus Brandisieae Bing Liu & Su Liu ex W.B.Yu & D.Z.Li
    1. Brandisia Hook.f. & Thomson (10 spp.)

  6. Tribus Pterygielleae W.B.Yu & D.Z.Li
    1. Xizangia D.Y.Hong (1 sp.)
    2. Pseudobartsia D.Y.Hong (1 sp.)
    3. Pterygiella Oliv. (8 spp.)

  7. Tribus Rhinantheae Lam. & DC.
    1. Melampyrum L. (36 spp.)
    2. Rhynchocorys Griseb. (6 spp.)
    3. Rhinanthus L. (34 spp.)
    4. Lathraea L. (5 spp.)
    5. Bartsia L. (1 sp.)
    6. Euphrasia L. (216 spp.)
    7. Tozzia L. (1 sp.)
    8. Hedbergia Molau (3 spp.)
    9. Nothobartsia Bolliger & Molau (2 spp.)
    10. Odontitella Rothm. (1 sp.)
    11. Odontites Ludw. (34 spp.)
    12. Bellardia All. (2 spp.)
    13. Parentucellia Viv. (3 spp.)
    14. Neobartsia Uribe-Convers & Tank (48 spp.)

  8. Tribus Pedicularideae Duby
    1. Pedicularis L. (676 spp.)
    2. Orthocarpus Nutt. (10 spp.)
    3. Cordylanthus Nutt. ex Benth. (13 spp.)
    4. Dicranostegia (A.Gray) Pennell (1 sp.)
    5. Chloropyron Behr (4 spp.)
    6. Triphysaria Fisch. & C.A.Mey. (6 spp.)
    7. Castilleja L.f. (214 spp.)
    8. Phtheirospermum Bunge (2 spp.)
    9. Lamourouxia Kunth (29 spp.)
    10. Leptorhabdos Schrenk (1 sp.)
    11. Brachystigma Pennell (1 sp.)
    12. Esterhazya J. C. Mikan (6 spp.)
    13. Agalinis Raf. (68 spp.)
    14. Seymeria Pursh (19 spp.)
    15. Macranthera Torr. ex Benth. (1 sp.)
    16. Dasistoma Raf. (1 sp.)
    17. Aureolaria Raf. (8 spp.)
    18. Silviella Pennell (2 spp.)
    19. Seymeriopsis Tzvelev (1 sp.)
    20. Omphalothrix Maxim. (1 sp.)

  9. Tribus Buchnereae Benth.
    1. Subtribus Cyclocheilinae ined.
      1. Cyclocheilon Oliv. (3 spp.)
      2. Asepalum Marais (1 sp.)

    2. Subtribus neopisan
      1. Rhaphispermum Benth. (1 sp.)
      2. Leucosalpa Scott Elliot (3 spp.)
      3. Thunbergianthus Engl. (2 spp.)

    3. Subtribus Buchnerinae Benth. & Hook.f.
      1. Radamaea Benth. (4 spp.)
      2. Nesogenes A.DC. (9 spp.)
      3. Sopubia Buch.-Ham. ex D. Don (32 spp.)
      4. Parasopubia H.-P.Hofm. & Eb.Fisch. (4 spp.)
      5. Micrargeria Benth. (3 spp.)
      6. Micrargeriella R.E.Fr. (1 sp.)
      7. Striga Lour. (55 spp.)
      8. Cycnium E. Mey. ex Benth. (17 spp.)
      9. Buchnera L. (132 spp.)
      10. Tetraspidium Baker (1 sp.)
      11. Pseudostriga Bonati (1 sp.)
      12. Cycniopsis Engl. (2 spp.)
      13. Rhamphicarpa Benth. (6 spp.)
      14. Ghikaea Volkens & Schweinf. (1 sp.)
      15. Sieversandreas Eb.Fisch. (1 sp.)
      16. Bardotia Eb.Fisch., Schäferh. & Kai Müll. (1 sp.)
      17. Graderia Benth. (4 spp.)
      18. Xylocalyx Balf.f. (5 spp.)
      19. Baumia Engl. & Gilg (1 sp.)
      20. Pseudosopubia Engl. (3 spp.)
      21. Hiernia S.Moore (1 sp.)

    4. Subtribus Aeginetiinae Teryokhin
      1. Harveya Hook. (28 spp.)
      2. Hyobanche L. (9 spp.)
      3. Campbellia Wight (1 sp.)
      4. Christisonia Gardner (24 spp.)
      5. Aeginetia L. (8 spp.)

    5. Subtribus Escobediinae Benth. & Hook.f.
      1. Buttonia McKen ex Benth. (2 spp.)
      2. Centranthera R.Br. (9 spp.)
      3. Alectra Thunb. (34 spp.)
      4. Pseudomelasma Eb.Fisch. (1 sp.)
      5. Gerardiina Engl. (2 spp.)
      6. Melasma Bergius (7 spp.)
      7. Escobedia Ruiz & Pav. (8 spp.)
      8. Vellosiella Baill. (3 spp.)
      9. Physocalyx Pohl (3 spp.)
      10. Nothochilus Radlk. (1 sp.)
      11. Magdalenaea Brade (1 sp.)

## Vanjske poveznice
|  | Zajednički poslužitelj ima još gradiva o temi Orobanchaceae |
|  | Wikivrste imaju podatke o taksonu Orobanchaceae             |

## Sinonimi
- Buchneraceae Lilja
- Aeginetiaceae Livera
- Cyclocheilaceae Marais
- Nesogenaceae Marais
- Melampyraceae Rich. ex Hook. & Lindl.
- Euphrasiaceae Martinov
- Rhinanthaceae Vent.
- Phelypaeaceae Horan.
- Pedicularidaceae Juss.